# 陶淵明集
《陶淵明集》，梁昭明太子蕭統蒐集陶淵明遺世作品，編為《陶淵明集》七卷，录一卷，並為之作：《陶淵明传》、《陶渊明集序》。

## 版本
- 北齐阳休之编《陶淵明集》十卷
- 宋征士〈陶潜集〉九卷
- 旧唐书经籍志录陶渊明集五卷本，目录已失。

## 刻本
- 宋绍熙三年曾集本；上海广智书店影印。
- 宋淳佑元年汤汉注本四卷，清乾隆年间拜经楼从书吴骞刻本。
- 明正德何孟春注本十卷
- 毛晋汲古阁本《陶淵明集》十卷
- 焦竑本八卷
- 清《四库全书》本八卷，根据昭明太子萧统本。

- 清道光陶澍集注本十卷。梁启超评清道光陶澍集注本十卷：“博证诸家，考证最精”。
  - 编排：卷首：《陶徵士誄》；卷一：诗四言；卷二至四：诗五言；卷五：赋辞；卷六：记传述赞；卷七：疏祭文；卷八：五孝传；卷九、十：圣贤群辅录；附录年谱。

今学者公认“五孝传”、“圣贤群辅录”是后人伪托。
- 上海涵芬楼李公焕笺注本十卷

## 外部連結
清道光《陶澍集》注本·中國哲學書電子化計劃 （页面存档备份，存于）